# Estudi op. 25, núm. 8 (Chopin)
L'"Estudi op. 25 núm. 8", en re bemoll major és un dels dotze Estudis op. 25 per a piano compostos per Frédéric Chopin. Va ser publicat en 1837, juntament amb la resta d'estudis de l'opus 25, que va compondre entre 1832 i 1836.
Aquest estudi és també conegut pel sobrenom de "Aux sixtes" (en català, "Per sextes"), el qual fa treballar exaustivament les sisenes a les dues mans. És un estudi perfecte, a part d'estètic, perquè l'estudiant practiqui les sisenes. Hans von Bülow va dir, a propòsit dels intervals de sextes en aquest estudi, que eren l'exercici més útil de tots els que es poden trobar en els Estudis de Chopin.